# 班寧頓號航空母艦
班寧頓號航空母艦（USS Bennington CV-20）是一艘隸屬於美國海軍的航空母艦，為艾塞克斯級航空母艦的十二號艦。它是美軍第二艘以班寧頓為名的軍艦，以紀念美國獨立戰爭的班寧頓之戰。
班寧頓號在1942年開始建造，並在1944年下水服役，於1945年初參與太平洋戰爭。戰後班寧頓號退役停放，在韓戰時期進行SCB-27A現代化改建，並在期間重編為攻擊航母（舷號改為CVA-20）。改建後班寧頓號重返現役，其時韓戰已經停火。稍後班寧頓號再進行SCB-125改建，增設斜角飛行甲板，然後轉到太平洋艦隊服役。
1959年，班寧頓號再重編為反潛航母，舷號改為CVS-20，繼續在太平洋服役。北部灣事件後，美國開始全面參與越戰；班寧頓號亦曾作多次越戰巡航，但未有派飛機到陸上作戰，僅為艦隊提供反潛警備。在役晚年，班寧頓號亦參與了早期的太陽神計畫，回收了太陽神4號的太空艙。
班寧頓號在1970年退役，然後停放多年，最後於1989年除籍，並在1994年出售到印度拆解。

## 建造與早年服役
班寧頓號在1942年12月15日於布魯克林造船廠開始建造，並在1944年2月26日下水，於8月6日服役。9月25日，班寧頓號離開紐約，前往諾福克海軍基地檢修，在次日抵達；稍後第82航空團派駐艦上。10月1日，班寧頓號到切薩皮克灣作飛行及防空炮射擊演習，於12日返回諾福克。16日，班寧頓號前往千里達帕里亞灣試航，在11月8日返航，並預備前往太平洋。
12月13日，班寧頓號離開紐約，在21日橫渡巴拿馬運河，於29日抵達聖地牙哥，並搭載額外飛機、乘客及軍資。1945年1月1日，班寧頓號離開聖地牙哥，在8日抵達珍珠港。卸載軍資後班寧頓號在夏威夷近海訓練。
1月29日，班寧頓號與薩拉托加號、蘭道夫號、碉堡山號及貝勞森林號離開珍珠港，一同前往戰區，並在2月7日於烏利西環礁稍作停留。

## 第二次世界大戰

### 沖繩島、硫磺島與日本

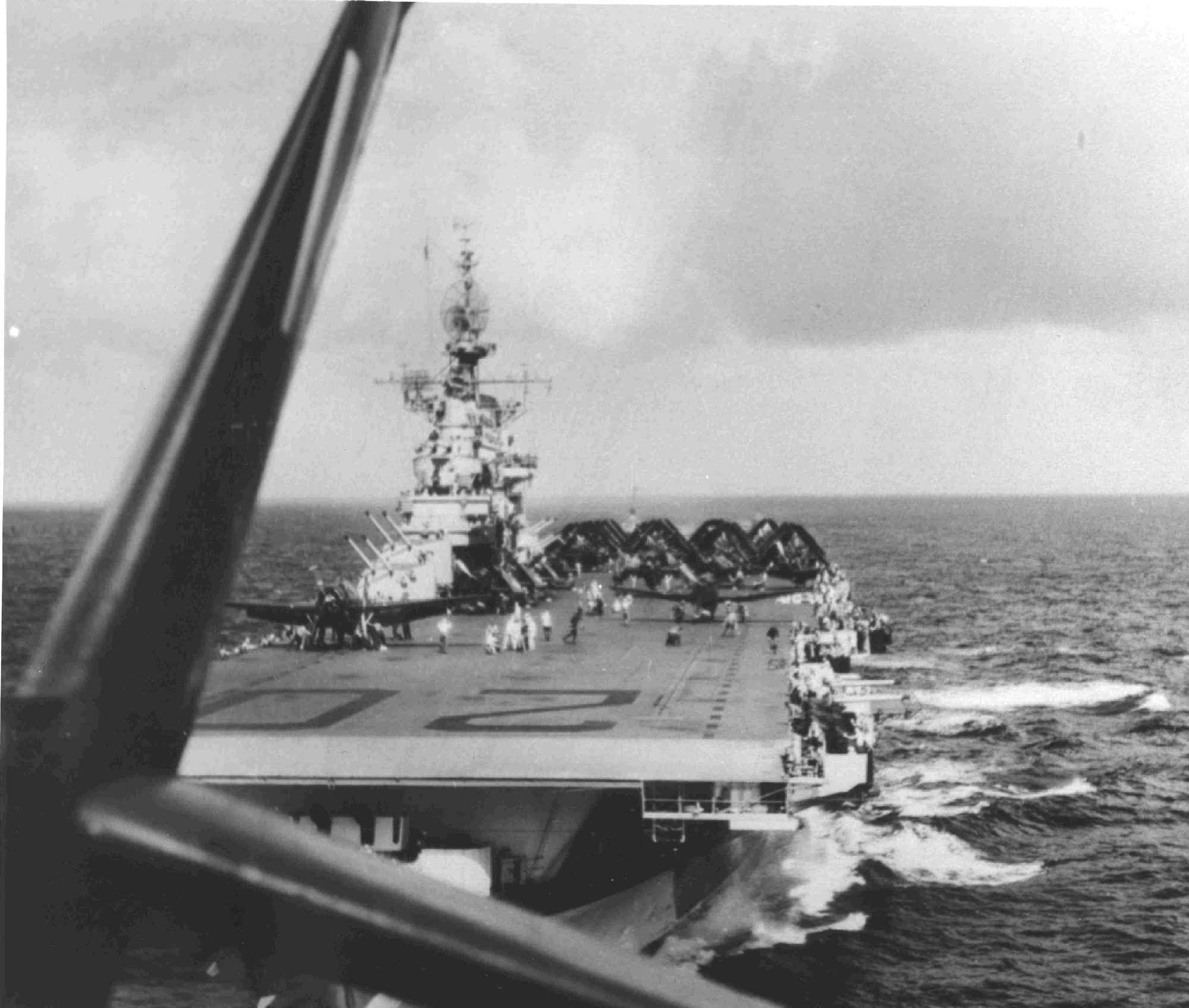
1944年10月20日，班寧頓號正在海上試航，一架TBM剛由班寧頓號起飛。四日後雷伊泰灣海戰爆發，班寧頓號未有趕及參戰。

2月10日，班寧頓號等離開烏利西，於15日與第58特遣艦隊會合。此時第五艦隊由斯普魯恩斯指揮，而第58特遣艦隊則由密茲契指揮。班寧頓號編入克拉克（Joseph J. Clark）少將指揮的第一分隊，同行艦有有旗艦大黃蜂號、胡蜂號及貝勞森林號。此時艦隊正往北前進，準備空襲東京。
2月16日，艦隊先派五波戰機，掃蕩東京灣一帶的機場。第三分隊的戰機率先抵達東京上空，又攻擊了港口設施；而第二分隊雖遭遇近百架日機攔截，但擊落近40架。班寧頓號的第一分隊亦攻擊了東京及橫須賀一帶，並於陸地80哩外巡航，為最接近日本本土的航艦分隊。中午密茲契派轟炸機空襲東京大田區等地的工廠；傍晚則派夜間戰鬥機攻擊機場。17日艦隊前往硫磺島，預備支援即將登陸的美軍。第四分隊於當日攻擊了父島及母島；第二及第三分隊則到硫磺島以西。18日各分隊再次空襲父島，然後分散部署：第一、第四及第五分隊往南補油，而第二及第三分隊待命，預備支援登陸美軍；美軍戰艦則連日炮擊岸上設施。
2月19日，美國陸戰隊開始登陸硫磺島，硫磺島戰役爆發。其時班寧頓號等尚在外海補油，並作防空演習。20日起，班寧頓號等開始派飛機支援登陸部隊，偶爾亦轟炸艦炮不可及之日軍據點。由於艦載機的凝固汽油彈大多未有爆炸，故效果不佳。日機整日斷續侵擾艦隊，但多次攻擊均告失敗。21日第二及第三分隊空襲父島及母島；由第一及第四分隊專責支援灘頭部隊；第五分隊亦加入日間戰鬥。不過薩拉托加號甫進入執勤海域，即遇襲受創，被迫撤返美國維修，自此未再參與戰鬥；俾斯麥海號更被自殺飛機擊沉，企業號因此要獨自擔任夜戰航空母艦，並連續174小時派出及回收飛機，直至3月2日。23日艦隊到外海補給，然後改道北上，再次空襲日本本土。
2月25日早上，艦隊派機隊空襲東京，卻因天氣惡劣，幾乎無功而返。下午密茲契中止所有飛行作業，欲改於次日空襲名古屋，然而海面天氣進一步惡化，翻起大浪，使艦隊無法及時進入攻擊範圍。26日早上，密茲契取消攻擊，命艦隊於次日補油，然後攻擊沖繩島；第四分隊則在補油後到烏利西休整。3月1日，班寧頓號等空襲沖繩島，並作詳細攝影偵察。當晚艦隊撤回烏利西休整，於4日抵達。
3月14日，艦隊離開烏利西，前往支援沖繩戰役，並先空襲九州，削弱該處的日軍空中力量。此時艦隊編制再稍有調動，但第一分隊整體不變。
3月18日上午，艦隊開始派出機隊，空襲九州各地機場，但宇垣纏在美軍攻擊前，已派出僅餘的飛機升空，正前往攻擊第四分隊，故美軍收獲不大。企業號先於早上被日軍炸彈擊中，但未有引爆；無畏號成功攔截自殺攻擊，艦體輕微受損；下午約克鎮號被炸彈擊中，艦體爆炸，在搶修後繼續作戰。
同日，美軍偵察了神戶及吳市，發現日軍於港內的大批軍艦，故密茲契於19日命艦隊空襲瀨戶內海。由於第二分隊只有富蘭克林號一艘大型航空母艦，故胡蜂號在當日調往第二分隊，以增強實力。當日美軍擊傷了大和號、日向號、榛名號、生駒號、葛城號、龍鳳號、天城號、鳳翔號、海鷹號、利根號及大淀號等艦。但美軍亦遭日機反擊，胡蜂號被炸彈擊中爆炸，造成多人死傷，在搶修後繼續作戰；而富蘭克林號則身中兩枚炸彈，起火爆炸，一度失速，更幾近沉沒。最終富蘭克林號在多艘艦隻協助下，緩緩撤走；而企業號及部分第四分隊軍艦調往第二分隊，以掩護其撤退。班寧頓號與大黃蜂號亦多次遭到日機攻擊，但兩艦的防空炮互相掩護，全部攻擊均未有命中。
3月20日艦隊往南撤退，但繼續派飛機轟炸九州南部機場；下午第二分隊再遭遇自殺飛機攻擊，一艘驅逐艦受損，而企業號的甲板則被友軍防空炮擊中。21日第一分隊遭到MXY-7櫻花特別攻擊機襲擊，但將之悉數擊落。傍晚胡蜂號轉到第二分隊，而聖哈辛托號則加入第一分隊。各艦於22日到外海補油，而企業號、胡蜂號及富蘭克林號等艦則分別撤返烏利西及美國修理；第二分隊要到4月才重返戰場。23日起，艦隊開始日復日空襲沖繩島，偶而亦空襲硫磺島，各分隊則輪流在海上補油。4月1日，美軍開始登陸沖繩島，艦隊繼續提供空中支援。5日企業號返回，並加入第四分隊；6日日軍派出355架自殺飛機及341架轟炸機，攻擊美軍登陸區的艦隻，並擊傷多艘；而美軍艦隊則勉強守住攻擊。當日艦隊估計己方擊落249架日機。晚上美軍潛艇發現大和號及其他軍艦離開豐後水道，密茲契召集所有航空母艦北進迎擊。

#### 坊之岬海戰
4月7日上午8時23分，艾塞克斯號的偵察機發現大和號。斯普魯恩斯曾打算命戰艦迎擊，但為免登陸部隊遇襲，將任務交給航空母艦。9時15分密茲契先派16架戰機再作偵察，並命第一及第三分隊預備攻擊。此時第四分隊仍忙於掩護沖繩，要到45分才進入作戰距離。10時起各艦開始派飛機前往攻擊，並持續至下午2時。中午12時32分，班寧頓號的飛機率先攻擊大和號，並有兩枚炸彈擊中大和號的主桅。稍後大和號接連中彈，快速向左舷傾側，最終在2時23分爆炸沈沒；日軍亦損失了矢矧號、濱風號、磯風號、朝霜號及霞號，另外冬月號、涼月號、雪風號及初霜號亦受損。美軍整日亦受自殺飛機侵擾；漢考克號於中午被一枚炸彈及飛機擊中，引發大火，到下午才恢復飛行作業。

### 沖繩戰役

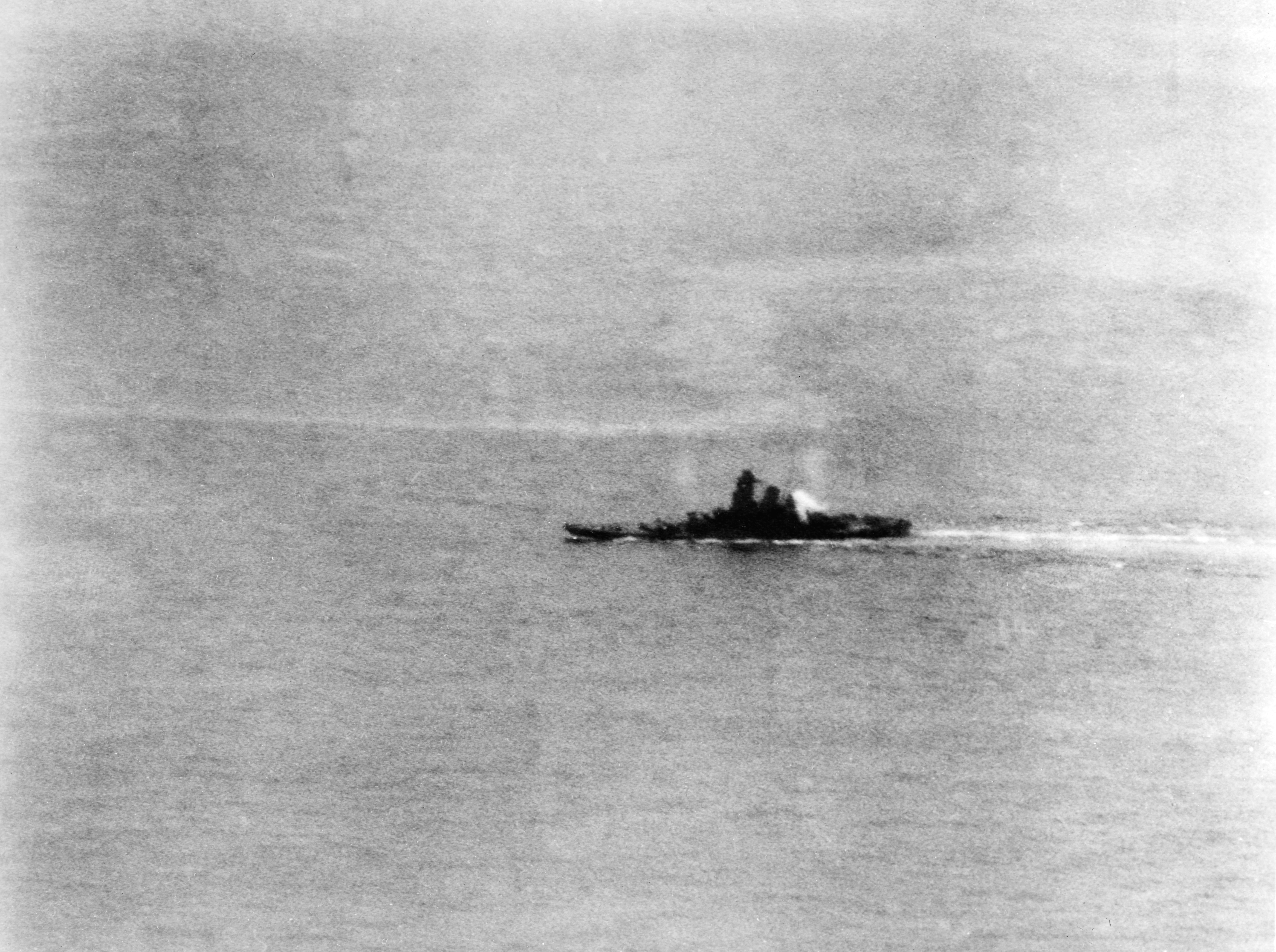
1945年4月7日，坊之岬海戰爆發，美軍共派出386架次飛機前往攻擊。班寧頓號的飛機率先攻擊了大和號，但由於攻擊機隊過多，美軍難以確認戰果誰屬。最終大和號身中多枚炸彈及魚雷沉沒。

4月8日艦隊返回南方，支援沖繩作戰。同日蘭道夫號與艦隊會合，戴維森重建第二分隊，並以企業號為旗艦，同行艦尚有獨立號；9日漢考克號及卡伯特號則撤返烏利西修理。由於日軍俘虜稱將在11日發動大規模自殺飛機攻擊，密茲契加緊戰機警備。11日日軍一如所料，在下午1時30分起大舉進攻；密蘇里號先於2時43分被一架自殺飛機擊中，受損不大；企業號於2時10分亦被自殺飛機擊中，爆炸起火，使甲板飛行作業停止48小時，再次撤返烏利西修理；艾塞克斯號在下午亦險被擊中。整日日軍共派出近185架自殺飛機。12日日軍集中空襲沖繩島的登陸艦隊，擊傷多艘美軍艦隻；同日羅斯福去世。
美軍艦隊繼續支援沖繩美軍，並連日與日軍飛機空戰。4月15及16日，艦隊空襲了九州的機場，而日軍再派自殺飛機反擊；16日下午無畏號被自殺飛機擊中，艦體大火，於次日撤返烏利西修理；第二分隊於同日再次解散，蘭道夫號及獨立號則加入第三分隊。此後艦隊幾乎每日在沖繩外海與日軍自殺飛機交戰。24日香格里拉號加入第四分隊；而班寧頓號的第一分隊則於27日撤返烏利西休整，在30日抵達。
5月9日，班寧頓號的第一分隊離開烏利西，前往會合艦隊，並在12日派飛行支援沖繩作戰。13日班寧頓號等與艦隊會合，並與大黃蜂號派出六波飛機，攻擊鹿屋市及熊本市等地的機場、發電廠及工廠。稍後班寧頓號等回到南方，繼續支援沖繩作戰。14日企業號再被自殺飛機攻擊重創，於16日撤返美國修理，而密茲契則被迫再次更改艦隊旗艦，暫時設於蘭道夫號，最終於18日設於香格里拉號。20日，班寧頓號在高速航行時撞死一條鯨魚，鯨魚屍身被艦艏穿插，使艦體水阻增加，無法跟上同行艦隊。最終班寧頓號要在海面停航，並派潛水員以小型炸藥鬆開鯨屍，才恢復航行。22日，班寧頓號與大黃蜂號擊沉了一艘運輸艦，並擊傷兩艘驅潛艇。由於長期執勤，艦隊上下亟需休整，第三分隊於29日前往雷伊泰休整，於6月1日抵達；而海爾賽與麥凱恩於28日再次接替斯普魯恩斯及密茲契，分別指揮美軍艦隊及快速航空母艦，艦隊再次易名為第三艦隊。

### 颱風康妮

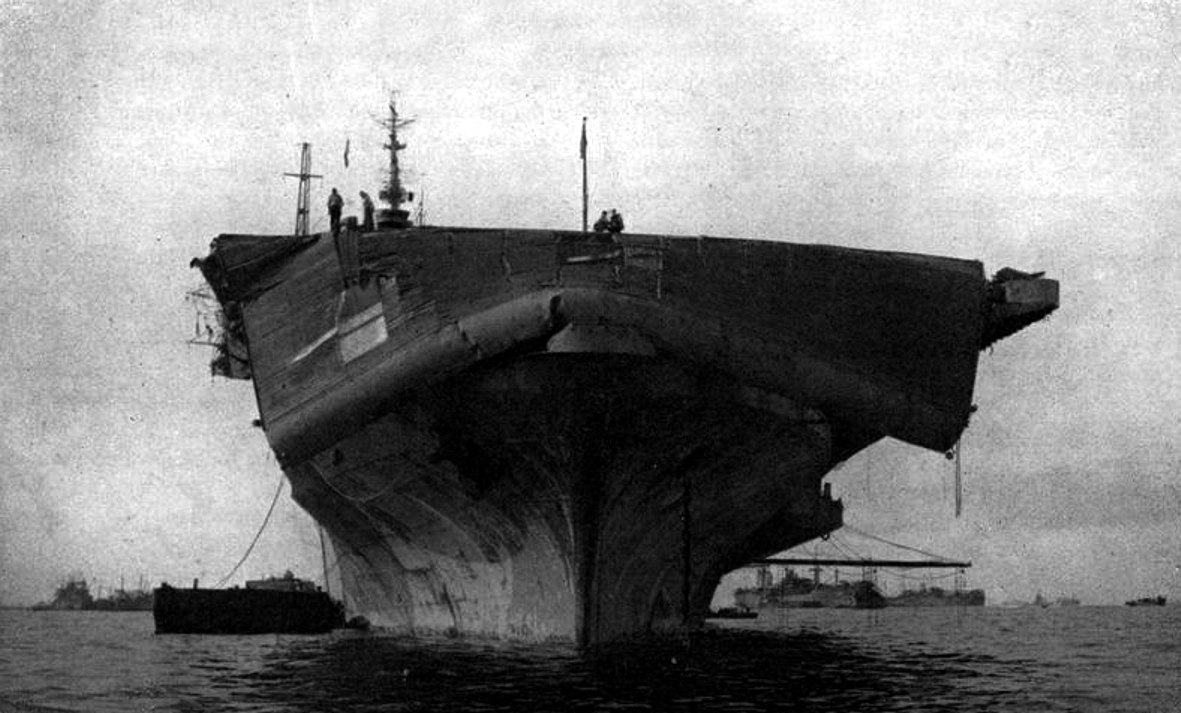
1945年6月12日，班寧頓號返抵雷伊泰修理。早前6月5日，班寧頓號與大黃蜂號的第一分隊，遭到颱風康妮正面吹襲，使兩艦的飛行甲板嚴重受損。

6月2日及3日，班寧頓號的第一分隊繼續支援沖繩作戰，而第四分隊則空襲了九州機場。此時颱風康妮（Typhoon Connie）正在關島以北，並向北移動，但關島天文台已連續數日未能追蹤其動向，故此艦隊只能推算風暴行蹤。4日早上，海爾賽命第一分隊延遲原定補油，向東加速航行，以迴避颱風。由於整日天氣明朗，海爾賽命第一分隊與恢復補油；而第四分隊則在晚上10時與油船會合。
6月5日凌晨，海爾賽終於得悉颱風確實位置，正穩定向東北移動；但海爾賽在1時30分命艦隊向西北加速前進，橫越颱風路徑，以趕往颱風西北面的安全半圓。2時30分，海面風浪加劇，麥凱恩在3時命艦隊轉為向北航行。由於第四分隊位處較北，再加上颱風直徑細小，故此不久便避過颱風。
但在第四分隊以南15哩的第一分隊，便遭颱風正面吹襲。2時40分，大黃蜂號的雷達偵察到颱風風眼；3時36分，分隊有驅逐艦開始無法保持航線，並有引擎失靈，克拉克被迫減慢分隊航速，直到4時19分才再次加速。此時颱風中心已迫近分隊；克拉克即時要求麥凱恩准許第一分隊自由運動，轉為向東南航行，但麥凱恩要到40分才批准第一分隊離隊。
清晨5時，大黃蜂號的氣壓計開始下降，而陣風則上升至每十分鐘90節。分隊在轉向東南期間，班寧頓號及大黃蜂號因巨浪已難以掌舵；而馬多克斯號更一度翻滾至60度，直到6時分隊才成功轉向。此時風速已上升至每十分鐘70節；而陣風更上升至每十分鐘100節。6時40分，匹茲堡號的艦艏斷裂。此時分隊已無法避開颱風，克拉克下令分隊各艦即時停止引擎，隨水漂流，以減輕艦體損傷。7時分隊通過風眼，在中午12時40分重開引擎，向南迴避。此時風速不斷下降，分隊最終在下午3時22分轉向北方，前往會合艦隊。
最終幾乎所有第一分隊艦隻均有受損。班寧頓號及大黃蜂號的前部甲板有25呎崩塌，並各有一個彈射器損毀；貝勞森林號的一段艦員通道被大浪捲走，且有多架飛機受損；聖哈辛托號的艦體則大量入水。
6月6日，兩支分隊再次會合，並繼續支援沖繩作戰。10日第一及第四分隊撤返雷伊泰維修休整，於13日抵達；而美軍於22日基本佔據了沖繩島。

### 日本本土
7月1日，第三艦隊離港出發，往空襲日本本土。班寧頓號擔任史伯格（Thomas L. Sprague）少將指揮的第一分隊旗艦，同行艦有列星頓號、漢考克號、貝勞森林號及聖哈辛托號。8日艦隊在沖繩外海會合，然後於10日空襲東京。攻擊後艦隊前往東北，欲於13日攻擊本州北部及北海道一帶，但因當日天氣惡劣延誤。
7月14日及15日，天氣好轉，艦隊大舉出擊，以轟炸B-29攻擊距離外的目標；相比沖繩作戰，日軍的反抗輕微，只有少量飛機有升空作戰，且均被擊落。艦隊空襲了室蘭市及函館等地，擊沉橘號，並擊傷柳號，且擊沉或擊傷數十艘運輸艦及汽車渡輪，阻止日軍運煤南下；而美軍及英軍戰艦則在同日炮擊沿岸的大型工廠。16日艦隊到外海補油，並與英國航空母艦（編入美軍第37特遣艦隊）會合。17至18日，艦隊再次空襲東京灣。首日天氣欠佳，空襲幾乎無效；次日天氣稍為好轉，艦隊隨即出擊，並集中攻擊長門號；最終長門號為約克鎮號重傷，一度認為已經擊沉。空襲後艦隊前往日本西南，於21日至22日補油。
7月24日、25日及28日，英美航空母艦艦隊前往轟炸瀨戶內海及吳市，集中攻擊日軍殘存軍艦，單在24日艦隊的出擊數便高達1,747架次，並擊沉伊勢號、日向號、榛名號、利根號、天城號、青葉號、大淀號、磐手號及出雲號；擊傷葛城號、龍鳳號、海鷹號及北上號。
7月31日艦隊出海迴避颱風，於8月初在海上補給。此時尼米茲截獲情報，指日軍正於本州以北集結自殺飛機及部隊，欲突破美軍防線，降落到馬里亞納的B-29基地，命艦隊即時前往攻擊；正當艦隊航行之際，小男孩原子彈於8月6日在廣島上空爆炸。8日艦隊本州北部的機場；同日蘇聯正式向日本宣戰。9日美軍在長崎上空投下胖子原子彈；而艦隊則在9日及10日再次空襲本州，摧毀超過251架轟炸機，擊傷另外141架，使日軍最後反擊破滅。11日艦隊到外海補油；此時日本開始考慮投降條款。12日艦隊迴避颱風，再於13日至15日空襲東京。15日中午，裕仁天皇宣佈日本投降，艦隊即時中止當日的第二波空襲，但繼續攔截接近艦隊的日機。
稍後班寧頓號留在日本近岸執勤，搜索陸上美軍戰俘營，並空投補給。9月2日，日本代表在密蘇里號簽署和約，班寧頓號與其他航空母艦派飛機飛越密蘇里號示威。10日至15日，班寧頓號在東京灣休整，然後與列星頓號及貝勞森林號到西太平洋執勤，並先後到塞班島及埃尼威托克，協助美軍接管日佔領土。10月13日，班寧頓號返抵橫須賀休整，並在21日啟程返國，在11月7日返抵三藩市。接著班寧頓號進入長灘海軍基地維修。
1946年1月2日，班寧頓號前往珍珠港，以測試F8F新式戰鬥機，在3月13日返抵聖地牙哥。接著班寧頓號搭載多架PBY水上飛機，經巴拿馬運河，前往諾福克，並預備退役。

## 戰後退役、改建及大西洋艦隊

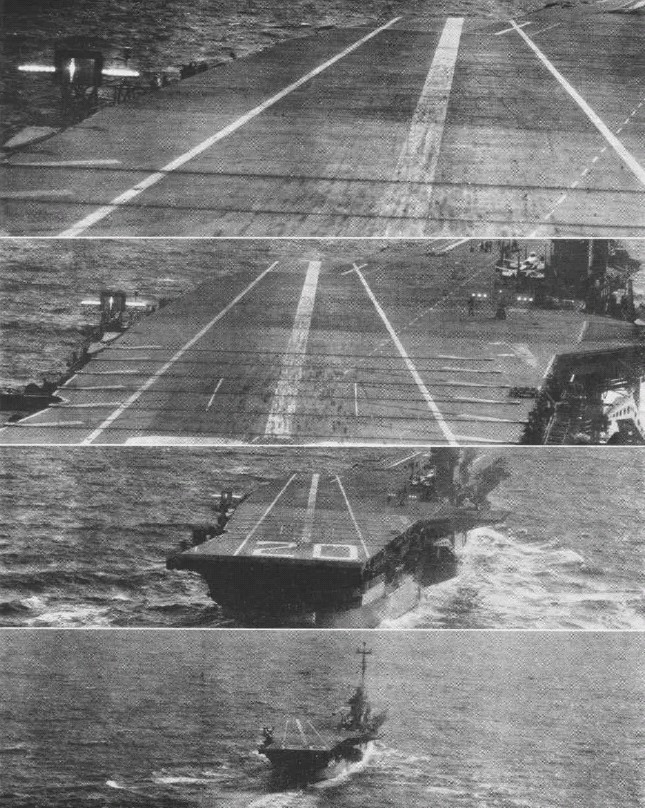
1955年7月，一架飛機在班寧頓號的斜角飛行甲板降落。此時班寧頓號安裝了實驗性的助降瞄準鏡，設於甲板的左方；而右方則照舊有軍官發放降落信號。

1946年11月18日，班寧頓號在諾福克軍港退役，並加入封存艦隊。1950年6月25日，韓戰爆發，美國海軍經費復增，故可將班寧頓號編入現代化改建之列。
1950年10月30日，班寧頓號進入布魯克林造船廠，開始SCB-27A改建。期間1952年10月1日，班寧頓號被重編為攻擊航母，舷號改為CVA-20。11月13日，班寧頓號再次服役，並在30日離開船廠，在近岸試航。
1953年2月19日，班寧頓號前往加勒比海試航，沿途訓練飛行員，並途經太子港。4月27日，班寧頓號的一個鍋爐突然爆炸，造成11人死七人受傷，但艦體受損輕微。班寧頓號繼續試航，在5月7日返抵諾福克，在稍後到訪紐約。
7月28日，班寧頓號搭載美國海軍學院學員，前往哈利法克斯，並沿途考核，在8月15日返抵諾福克。
9月16日，班寧頓號離開昆錫點海軍基地，與胡蜂號前往冰島西北海域，並在19日與北約多國的海軍進行代號海員行動（Operation mariner）的大規模演習。演習在10月4日結束後，班寧頓號前往地中海，並先後到訪巴勒莫、卡利亞里、伊斯坦堡、克里特島蘇達灣、雅典、熱那亞、康城、馬賽、那不勒斯、拉斯佩齊亞、巴塞羅那、里斯本等地，在1954年2月16日離開直布羅陀，於23日返抵昆錫點。
返國後班寧頓號開始考核海軍飛行員。5月26日早上，班寧頓號正預備起降飛機時，班寧頓號一個彈射器突然爆炸，並引發多次後續爆炸，造成103人死亡，201人受傷。班寧頓號被迫中止考核，返回昆錫點卸載傷員，在6月12日進入布魯克林造船廠維修。稍後海軍命班寧頓號順道作SCB-125改建，增設斜角飛行甲板及封閉艦艏。改建在1955年3月19日完成。
改建後班寧頓號到關塔那摩灣訓練，在7月15日返抵諾福克。接著班寧頓號到紐約搭載軍資，然後到海上測試助降瞄準鏡（Mirror landing aid system），在9月4日返抵梅港。

## 太平洋艦隊
9月8日，班寧頓號離開梅港，前往加入太平洋艦隊。班寧頓號先後途經西班牙港、蒙特維多、瓦爾帕萊索及合恩角，在10月20日抵達聖地牙哥。接著班寧頓號隨即預備到西太平洋巡航。31日，班寧頓號前往珍珠港，在11月4日抵達，並在近岸訓練。9日班寧頓號前往橫須賀，並在稍後到日本海及沖繩附近訓練演習，於12月21日進入香港休假。
12月27日，班寧頓號離開香港，並在1956年1月初與奇爾沙治號於南中國海演習，在1月3日抵達馬尼拉休整。10日至13日，班寧頓號再次到南中國海演習，然後與漢考克號一同到台灣海峽戒備，直到21日。稍後班寧頓號分別在日本、沖繩及菲律賓等地訓練，在4月6日才啟程返國，於16日返抵聖地牙哥。
返國後班寧頓號在近岸訓練。10月12日，班寧頓號再次前往西太平洋巡航，在17日抵達珍珠港，在近海訓練。11月5日，班寧頓號先前往橫須賀，再於20日前往菲律賓。25日起，班寧頓號與艾塞克斯號一同到南中國海演習，於12月7日進入橫須賀休整。接著班寧頓號到蘇比克灣再作演習，然後到香港作聖誕休假。1957年初，班寧頓號繼續在西太平洋演練，在4月底前往澳洲悉尼，並在5月7日參與當地儀式，紀念珊瑚海海戰15周年。
5月7日清晨，十名悉尼大學學生打扮成海盜，並帶上玩具燧發手槍，由艦側繩梯登艦。當時艦上只有極少水兵站崗，而發現「海盜」的美軍亦未有認真處理，甚至告知「海盜」艦橋位置。稍後「海盜」分成兩組，一組人到船員住艙，遊說船員捐款予當地一間慈善組織，遠西兒童之家（Far West Children's Homes Appeal）；而另一組則「佔領」了艦橋，並以全船廣播宣佈「班寧頓號已被悉尼大學海盜佔據！」（The U.S.S. Bennington has been captured by Sydney University pirates!），要求船員捐款當作「贖金」。「海盜」同時啟動了備戰狀態、核武攻擊及化學武器攻擊警報。
艦員隨即從熟睡中驚醒，趕往站崗；而艦橋的「海盜」則準備到軍官住艙。不久艦上陸戰隊員迅即奪回艦橋，並再以全船廣播「中止上次命令！」（Belay that last order!），「海盜」則分別在艦橋及走廊被截住。此後班寧頓號的保安加強，而海軍未有控告或懲罰大學生。此行「海盜」共籌得1,800美金。5月8日，班寧頓號離開悉尼，途經珍珠港，在22日返抵美國。
1958年8月21日，班寧頓號再次前往西太平洋。兩日後金門炮戰爆發，班寧頓號趕往台灣海峽，並在10月12日起與其他美軍航空母艦一同警備。10月19日，班寧頓號在海上遭遇颱風，右舷的外部升降台在海上脫落，幸而無人受傷。班寧頓號雖繼續在中國東海巡航，但縮短執勤時間，在11月2日到橫須賀作初步維修，然後繼續執勤。稍後普吉灣海軍基地建造了新的升降台，班寧頓號便在12月3日啟程返國，於1959年1月12日返抵美國，並到三藩市海軍船廠維修，安裝新的升降台。

## 反潛航母

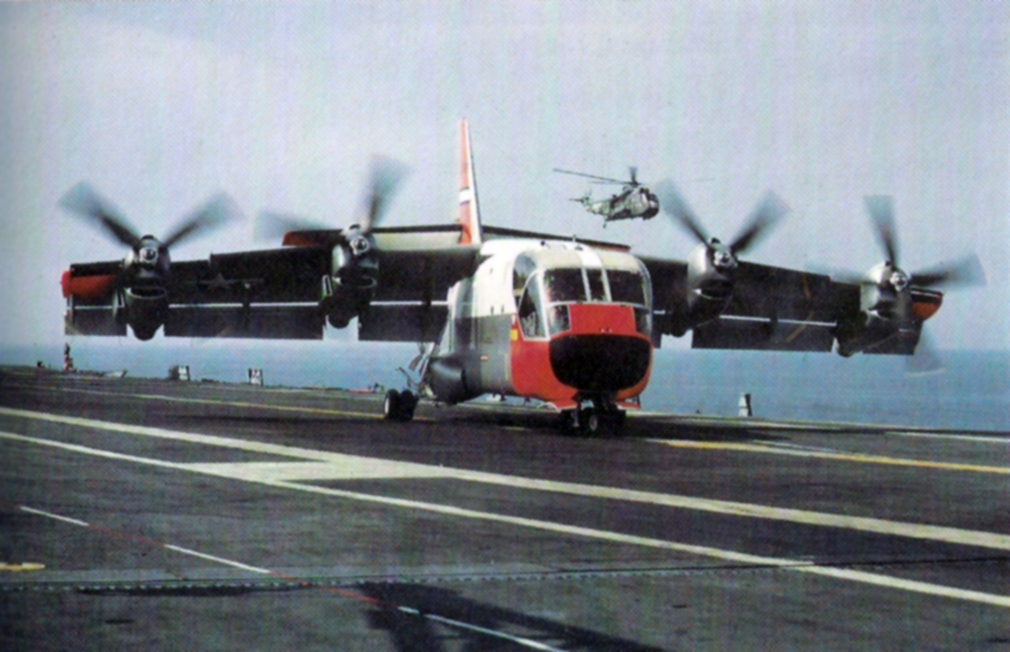
1966年5月18日，XC-142垂直起降飛機在班寧頓號降落。這是美國航空母艦首次有垂直起降飛機升降。

班寧頓號進入船廠後，海軍順道將之改變用途為反潛航母，並隨即進行相關改建。1959年6月30日，班寧頓號正式重編為反潛航母，舷號改為CVS-20。稍後班寧頓號到近海試航，然後留在近岸訓練。
1960年10月1日，班寧頓號前往西太平洋巡航。不久老撾內戰惡化；12月31日，班寧頓號、列星頓號及珊瑚海號一同趕往南中國海，並在越南外海戒備，直到1961年1月6日。接著班寧頓號在日本海、沖繩及菲律賓等地執勤，在5月2日返抵聖地牙哥。
1962年1月7日，班寧頓號再次前往西太平洋，並在日本及菲律賓等地執勤。5月開始，班寧頓號在海上考核飛行員，在7月25日返抵聖地牙哥。9月14日，班寧頓號進入普吉灣海軍船塢，進行現代化改建計畫（Fleet Rehabilitation and Modernization, FRAM II），以延長服役壽命，並換上新式聲納。改建在1963年3月31日完成。
改建後班寧頓號留在近海試航訓練。5月1日，班寧頓號將母港轉到長灘。8月5日，以班寧頓號為首的20艘海軍艦隻，前往西雅圖，參與當地一年一度的海洋節（Seafair）。接著班寧頓號前往阿拉斯加，先後到訪朱諾及科迪亞克島，於30日返抵長灘。
1964年2月19日，班寧頓號再次前往西太平洋，並先到橫須賀、岩國及佐世保等地訓練。稍後班寧頓號先後到訪香港及蘇比克灣，然後繼續在日本及菲律賓等地訓練，在7月底啟程返國。8月2日，北部灣事件發生，但班寧頓號未有到越南巡航，而是繼續返國，於11日返抵長灘。12月尤里卡（Eureka）發生水災，班寧頓號前往當地救援。

## 越戰

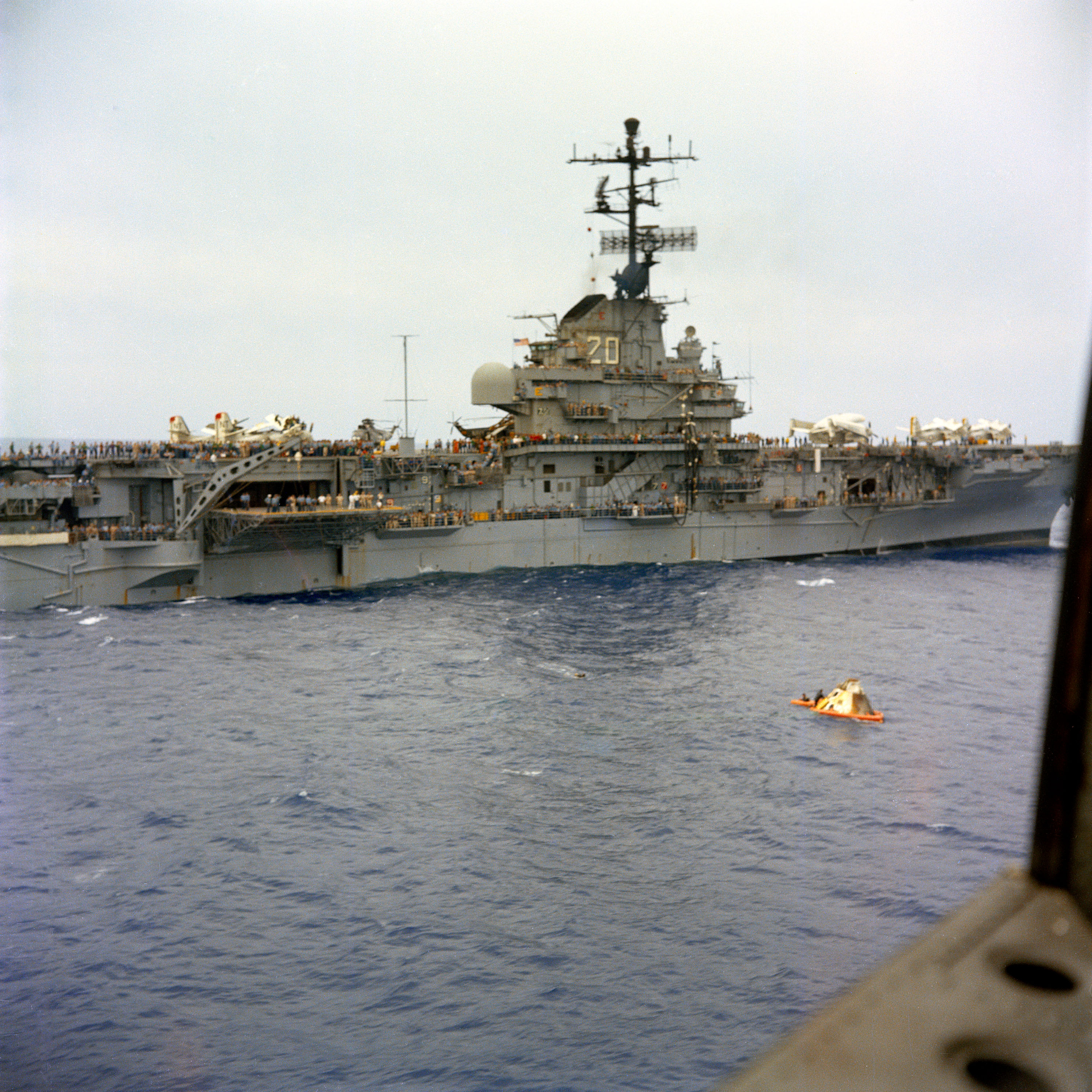
1967年11月9日，班寧頓號正在回收太陽神4號的太空艙。這也是農神5號運載火箭首次發射升空。

1965年初，班寧頓號留在加州近岸演習，在3月22日前往西太平洋，作首次越戰巡航。但班寧頓號未有即時到越南外海，而是到日本訓練，直到7月28日才開始在越南執勤。由於班寧頓號為反潛航母，故此未有參與任何陸上攻擊任務。執勤期間，班寧頓號曾到訪曼谷、香港及蘇比克灣，在9月11日離開越南，並在10月7日返抵長灘。11月15日，班寧頓號進入長灘船廠維修。
1966年4月，班寧頓號維修完畢，留在近岸執勤訓練。5月6日，班寧頓號在聖地牙哥近海演練，並在18日試飛XC-142垂直起降飛機。11月4日，班寧頓號離開長灘，作第二次越戰巡航，並在12月21日開始在越南外海洋基站執勤。班寧頓號仍舊以反潛追蹤為首要任務，同時派飛機到海上搜救飛行員，並斷續到香港及蘇比克灣休整。1967年4月21日，班寧頓號離開越南，再次到訪悉尼，以紀念珊瑚海海戰24周年。30日班寧頓號抵達悉尼，在5月7日參與紀念儀式，在次日離開悉尼，啟程返國。23日班寧頓號返抵長灘，然後留在近岸訓練。
10月10日，班寧頓號前往珍珠港，並在海上持續訓練，預備回收太陽神4號的太空艙。11月9日，農神5號運載火箭首次發射升空，而太陽神4號的太空艙則在同日濺落，由班寧頓號回收。11日班寧頓號在珍珠港卸載太空艙，然後返回長灘，在近岸考核海軍飛行員。
1968年4月30日，班寧頓號前往西太平洋，作最後一次越戰巡航。班寧頓號先到日本訓練演習，到6月25日才開始在洋基站執勤。一如以往，班寧頓號未有參與陸上戰事，僅作反潛追蹤及搜救，並先後到新加坡、香港及蘇比克灣等地休假。10月27日，班寧頓號離開日本，在11月9日返抵長灘，並在14日進入船廠維修。
1969年4月30日，班寧頓號完成維修，此後一直留在近岸訓練，並考核海軍飛行員。9月19日，海軍命班寧頓號預備退役，而班寧頓號則在10月10日前往普吉灣，在13日抵達。

## 結局與榮譽
1970年1月15日，班寧頓號退役，並加入後備艦隊。此後班寧頓號一直在普吉灣封存，直到1989年9月20日，冷戰即將結束之際，班寧頓號才從海軍名冊上除籍。1994年1月12日，海軍以二十萬（200,000）美金將班寧頓號出售拆解，並在9月13日用拖船將班寧頓號拖離普吉灣，到華盛頓州的安吉利斯港（Port Angeles）拆解；但拆船公司此時向海軍提出反建議，將購艦金額提高至六百萬（6,000,000）美金，條件是班寧頓號要拖行到印度古吉拉特邦阿蘭港（Alang）拆解。海軍最終接納拆船公司的反建議。12月7日，班寧頓號由拖船拖離美國，在1995年5月17日抵達印度拆解。
班寧頓號兩次獲頒海軍部隊嘉許獎，並在二戰獲得三枚戰鬥之星；在越戰則獲得四枚。全部榮譽見下表：
| Bronze star                                           |                                         |             |
|                                                       | Bronze star · Bronze star · Bronze star |             |
|                                                       | Bronze star                             | Bronze star |
| Bronze star · Bronze star · Bronze star · Bronze star |                                         |             |

| 海軍部隊嘉許獎： 兩次                       | 中國服役獎章： （延長）       |                         |
| 美國戰役獎章                                | 太平洋戰爭獎章： 三枚戰鬥之星 | 第二次世界大戰勝利獎章  |
| 海軍佔領服役獎章： （「亞洲（Asia）」橫扣） | 國防部服役獎章： 兩枚         | 武裝部隊遠征獎章： 兩枚 |
| 越南服役獎章： 四枚戰鬥之星                 | 棕櫚葉越南英勇十字部隊嘉許    | 越南共和國戰役獎章      |